# Pierre Pflimlin
Pierre Eugène Jean Pflimlin (5. února 1907, Roubaix – 27. června 2000, Štrasburk) byl francouzský politik křesťansko-demokratické orientace, silně spjatý s rodným Alsaskem, velký podporovatel evropské integrace a utužení vazeb mezi Francií a Německem. Během politické krize roku 1958 se nakrátko stal premiérem Francie. Krom toho byl ministrem zemědělství (1947–1949, 1950–1951), ministrem obchodu (1951–1952), ministrem pro evropské otázky (1952), ministrem kolonií (1952–1953), ministrem financí (1955–1956, 1957–1958), státním ministrem (1958–1959) a ministrem spolupráce (1962). V letech 1963–1966 byl předsedou parlamentního shromáždění Rady Evropy a v letech 1984–1987 předsedou Evropského parlamentu. V letech 1959–1983 byl starostou Štrasburku.

## Politické strany
V letech 1944-1966 byl členem křesťansko-demokratické, středopravicové a silně proevropské strany Lidové republikánské hnutí (Mouvement Républicain Populaire). V letech 1956–1959 tuto stranu vedl jako předseda. Roku 1966 se sloučila se stranou Národní střed nezávislých a zemědělců (Centre National des Indépendants et Paysans) a vznikla strana Demokratický střed (Centre Démocrate), jíž se Pfimlin stal také členem. Ta se roku 1976 sloučila s další stranou Střed demokracie a pokroku (Centre démocratie et progrès) a vznikla strana Střed sociálních demokratů (Centre des démocrates sociaux), jež však, navzdory názvu, byla rovněž středopravicová a křesťansko-demokratická (pojem sociální demokrat ve Francii nemá stejný význam jako v ČR či Německu). I této strany byl v závěru života Pfimlin členem, stejně jako hnutí Unie pro francouzskou demokracii (Union pour la démocratie française), jež vzniklo roku 1978 spojením Středu sociálních demokratů s Radikální stranou a jinými subjekty k podpoře prezidentské kandidatury Valéry Giscard d'Estainga.

## Premiér
Prezident René Coty ho 8. května 1958 požádal, aby složil novou vládu. V té době byla země již více než měsíc bez premiéra, kvůli sporům o válku v Alžírsku. Pfimlin sám zastával názor, že by francouzská armáda měla v Alžírsku podepsat příměří. To vyvolávalo silný odpor u francouzských důstojníků v Alžírsku a také u obyvatel na jihu Francie, kde byl kvůli tomu napaden i Pfimlinův letní byt. Když 13. května dostala nová Pfimlinova vláda důvěru v parlamentu, vypuklo v Alžírsku protivládní vojenské povstání. Povstalci se vylodili na Korsice a objevily se dokonce zprávy o parašutistickém výsadku povstalců v Paříži. Existovala teorie, že se do čela vojenského povstání chce postavit generál Charles de Gaulle. Pfimlin na něj naléhal, aby to popřel a povstání veřejně odsoudil. To de Gaulle odmítl a vydal dokonce prohlášení, v němž naznačoval, že situace může vyústit v žádoucí výsledek. Pfimlin stál před dilematem, zda proti povstalcům nasadí armádu, což žádali socialisté a komunisté. Nakonec se rozhodl tak neučinit a 29. května, 21 dní po převzetí úřadu, rezignoval. Prezident Coty pověřil sestavením vlády de Gaulla a hrozba občanské války tak byla zažehnána. De Gaulle pak pozměnil systém vlády v zemi a tzv. čtvrtá francouzská republika zanikla. Pfimlin zůstal v de Gaullově vládě, ale nakonec rezignoval na protest proti de Gaullovým posměškům vůči myšlence evropské integrace. V závěru života se pak věnoval hlavně regionální a evropské politice.